# 바티칸 출판사
바티칸 출판사(라틴어: Officina libraria editoria Vaticana, 약칭 LEV)는 1926년 설립된 성좌의 출판사이다. 교황의 칙서, 회칙 등을 비롯하여 로마 가톨릭교회의 공식 문서들을 출판하고 있다.
1926년 바티칸 도서관에서 출판사가 분리 독립하였으며, 교황 요한 바오로 2세의 《착한 목자》(Pastor bonus)에서 교황청과 제휴하는 기관으로 분류되었다.

## 같이 보기
- 교황청 홍보처